# Сиреновые
Си́реновые, или си́рены (лат. Sirenidae) — единственное семейство подотряда Sirenoidea, входящее в отряд хвостатые земноводные (Caudata). Семейство, включающее пять видов, объединённые в два рода.
Название происходит (как и у большинства других хвостатых амфибий) от существ греческой мифологии — сирен, однако название животных в русском языке имеет мужской род.
Все представители семейства имеют узкое удлинённое змеевидное тело и только две передние конечности (задние или отсутствуют, или рудиментарны). Жабры сохраняются в течение всей жизни (одно из проявлений неотении). Длина озёрного сирена может достигать 70 сантиметров. Ареал — болота юго-востока США и севера Мексики. Питаются беспозвоночными и мелкой рыбой.

## Классификация
В семействе сиренов 2 рода с 5 видами:
- Род Pseudobranchus — Полосатые сирены
  - Pseudobranchus axanthus
  - Pseudobranchus striatus — Полосатый сирен, или полосатый грязевой сирен
- Род Siren — Сирены
  - Siren intermedia — Карликовый сирен
  - Siren lacertina — Большой сирен
  - Siren reticulata Graham, Kline, Steen, Kelehear, 2018